# John Gilbert (editor)
John Gilbert é um editor neozelandês. Tornou-se conhecido por receber indicação ao Oscar e ao BAFTA por seu trabalho no filme The Lord of the Rings: The Fellowship of the Ring (2001), o qual lhe rendeu um Satellite Award.

## Filmografia
- Hacksaw Ridge (2016)
- The Moon and the Sun (2015)
- November Man (2014)
- The Bank Job (2008)
- The World's Fastest Indian (2005)
- The Lord of the Rings: The Fellowship of the Ring (2001)